# Il Canto degli Italiani
Il Canto degli Italiani (‚Das Lied der Italiener‘; nach der ersten Textzeile auch Fratelli d’Italia, ‚Brüder Italiens‘) ist die Nationalhymne Italiens. Der Text stammt von Goffredo Mameli (weshalb die Hymne auch als Inno di Mameli, ‚Mameli-Hymne‘, bekannt ist), die Melodie wurde von Michele Novaro komponiert.

## Geschichte

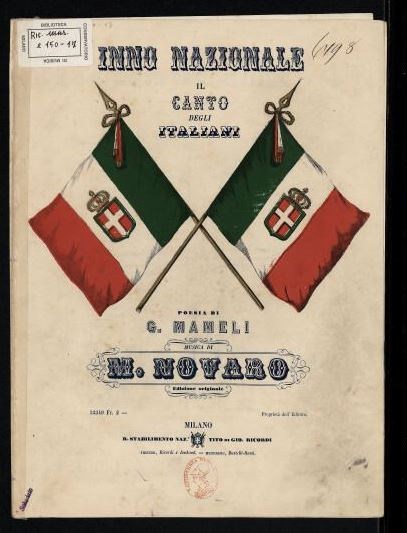
Umschlag der Ausgabe von 1860

Der genuesische Dichter Goffredo Mameli schrieb im Herbst des Jahres 1847 die Verse seines Werks  Il canto degli italiani, diese wurden daraufhin vom ebenfalls aus Genua stammenden Komponisten Michele Novaro vertont und am 10. Dezember 1847 in Genua (Oregina) vor ca. 30.000 Patrioten uraufgeführt. Die Hymne erfreute sich sofort großer Beliebtheit bei den nationalistischen Gruppen in Ligurien, breitete sich von da bis in die Lombardei aus und wurde auch von den Freiheitskämpfern der Cinque giornate gesungen. Die Inno di Mameli wurde so zu einer Kampfeshymne des Risorgimento.
Als 1861 das Königreich Italien ausgerufen wurde, wurde Fratelli d’Italia dennoch nicht zur ersten Nationalhymne; dies wurde die Marcia Reale (Königlicher Marsch) von Giuseppe Gabetti. Fratelli d’Italia blieb dennoch die heimliche Hymne. Diese Rolle behielt sie auch im Ersten Weltkrieg, wo sie ab 1915 als Kampflied der italienischen Soldaten zu hören war.
Nach der Machtübernahme der Faschisten 1922 gewannen faschistische Kampflieder wie Giovinezza an Popularität. 1932 wurde die offizielle Aufführung von Fratelli d’Italia durch Achille Starace, Sekretär des PNF, verboten. So wurde die Hymne der Freiheitskämpfer des Risorgimento erneut zu einem Symbol der Opposition und des Widerstands gegen den Faschismus.
Nach Ende des Zweiten Weltkriegs und der Gründung der Italienischen Republik 1946 wurde sie provisorische Nationalhymne des neu gegründeten Staates. In einer 1960 durchgeführten Umfrage der RAI sprach sich eine deutliche Mehrheit der Italiener für das Canto degli Italiani als Hymne aus. Allerdings sollte das Provisorium dennoch 71 Jahre bestehen. Im Jahr 2009 gab es einen Anlauf, die Hymne im Artikel 12 der italienischen Verfassung zu verankern. 2012 wurde das Lied als eines der Staatssymbole Italiens zum Unterrichtsgegenstand in Schulen etabliert. Allerdings sollte es erst im Jahr 2017 per Gesetz zur offiziellen Nationalhymne werden.

## Liedtext
|  | Italienisch | Deutsch |
|  | --- | --- |
|  | Fratelli d’Italia, L’Italia s’è desta, Dell’elmo di Scipio S’è cinta la testa. Dov’è la Vittoria? Le porga la chioma, Che schiava di Roma Iddio la creò. (2×)                          | Brüder Italiens, Italien hat sich erhoben, Und hat mit Scipios Helm Sich das Haupt geschmückt. Wo ist die Siegesgöttin Victoria? Sie möge Italien ihr Haupt zuneigen, Denn als eine Sklavin Roms Hat Gott sie erschaffen.     |
|  | CORO Stringiàmci a coòrte, Siam pronti alla morte. Siam pronti alla morte, L’Italia chiamò. Stringiàmci a coòrte, Siam pronti alla morte. Siam pronti alla morte, L’Italia chiamò! Sì! | REFRAIN Lasst uns die Reihen schließen, Wir sind bereit zum Tod, Italien hat gerufen! Lasst uns die Reihen schließen, Wir sind bereit zum Tod, Italien hat gerufen! Ja!                                                       |
|  | Noi siamo da secoli Calpesti, derisi, Perché non siam popolo, Perché siam divisi. Raccolgaci un’unica Bandiera, una speme: Di fonderci insieme Già l’ora suonò.                        | Wir werden seit Jahrhunderten Getreten und ausgelacht, Weil wir kein Volk sind, Weil wir geteilt sind. Es vereinige uns eine einzige Flagge, eine Hoffnung: Auf dass wir verschmelzen, wofür die Stunde hat schon geschlagen. |
|  | Uniamoci, amiamoci, L’unione e l’amore Rivelano ai popoli Le vie del Signore. Giuriamo far libero Il suolo natio: Uniti, per Dio, Chi vincer ci può?                                   | Vereinigen wir uns, lieben wir uns Die Einheit und die Liebe Offenbaren den Völkern Die Wege des Herrn. Schwören wir Den Heimatboden zu befreien: Geeint durch Gott, Wer kann uns besiegen?                                   |
|  | CORO Stringiàmci a coòrte … | REFRAIN Lasst uns die Reihen schließen … |
|  | Dall’Alpi a Sicilia Dovunque è Legnano, Ogn’uom di Ferruccio Ha il core, ha la mano, I bimbi d’Italia Si chiaman Balilla, Il suon d’ogni squilla I Vespri suonò.                       | Von den Alpen bis Sizilien Überall ist Legnano Jeder Mann hat von Ferruccio Das Herz und die Hand Die Kinder Italiens Heißen Balilla Der Klang jeder Kriegstrompete Ertönte zur Vesper.                                       |
|  | Son giunchi che piegano Le spade vendute: Già l’Aquila d’Austria Le penne ha perdute. Il sangue d’Italia, Il sangue Polacco, Bevé col cosacco, Ma il cor le bruciò.                    | Weich wie die Binsen Sind die gekauften Schwerter: Der österreichische Adler Hat schon die Federn verloren. Das Blut Italiens, Das Blut Polens Hat er mit dem Kosaken getrunken. Aber sein Herz ist verbrannt.                |
|  | CORO Stringiàmci a coòrte … | REFRAIN Lasst uns die Reihen schließen … |

## Musikalische Adaptionen
Ein Jahr nach der Ausrufung des Königreichs Italien verwendete Giuseppe Verdi in seiner Kantate Inno delle nazioni (Hymne der Nationen), die anlässlich der Londoner Weltausstellung 1862 entstand, neben der Marseillaise und God Save the King auch Fratelli d’Italia, um „Italien als vollgültiges Mitglied der Völkerfamilie“ zu präsentieren.